# Jerzy Matczuk
Jerzy Stanisław Matczuk – polski matematyk, doktor habilitowany nauk matematycznych. Specjalizuje się w algebrze oraz teorii pierścieni. Profesor nadzwyczajny w Instytucie Matematyki Wydziału Matematyki, Informatyki i Mechaniki Uniwersytetu Warszawskiego (Zakład Algebry i Teorii Liczb). 

## Życiorys
Studia matematyczne ukończył na Uniwersytecie Warszawskim. Habilitował się na UW w 1998 na podstawie oceny dorobku naukowego i rozprawy pt. Algebraiczne własności pierścieni skośnych wielomianów.
Swoje prace publikował w takich czasopismach jak m.in. „Communications in Algebra”, „Journal of Algebra”, „Journal of Pure and Applied Algebra” oraz „Journal of Algebra and Its Applications”.
Członek Polskiego Towarzystwa Matematycznego.